# Vesikko
El Vesikko fue un submarino de la Armada finlandesa. Diseñado como proyecto IvS 179 por la firma de ingeniería Ingenieurskantoor voor Scheepsbouw (IvS) y construido entre 1931 y 1933 por el astillero Crichton-Vulcan en Turku, Finlandia. Designado como el prototipo CV-707, era un derivado directo del tipo alemán UB F. Entre los años 1933 y 1934 la marina alemana llevó a cabo pruebas y ensayos de todo tipo con el submarino en la zona del archipiélago de Turku.

## Historia
Con el secreto beneplácito de la Reichsmarine , se había establecido en la localidad holandesa de La Haya , una oficina de diseño naval denominada NV Ingenieurskantoor voor Scheepsbouw (holandés: Oficina de ingenieros para la construcción naval). Esta firma de ingeniería estaba financiada por los importantes consorcios de astilleros Germaniawerft - donde se construyeron los primeros submarinos alemanes; en ellos, el ingeniero naval y diseñador de submarinos Dr. Hans Techel y un equipo de experimentados diseñadores e ingenieros construyeron muchos submarinos durante la Primera Guerra Mundial - y AG Wesser, líder del grupo Deutsche Schiff- und Maschinenbau (Deschimag). El motivo consistía en soslayar las limitaciones impuestas por el artículo 191 del Tratado de Versalles , referentes a la prohibición de construcción y uso de submarinos por Alemania. Sin embargo, la Entente ignoró toda la infraestructura de experiencia técnica que aún existía, heredada de la industria submarina alemana. Se solicitó la entrega de planos y documentación existente, pero al parecer nunca se llevó a cabo. No solo eso, el nuevo Jefe del Almirantazgo de la Reichsmarine, el almirante Adolf von Trotha, consideró que el personal empleado en esta oficina de diseño, ahora de vuelta del servicio militar, era un potencial desperdiciado. Con ello, Alemania inició diversas actividades con el fin de no perder esta experiencia, y conocimiento. El almirante Paul Behncke, que lo reemplazó y se retiró de la marina en 1924, estableció una organización completa para no  perder este precioso potencial, que pudieran ser utilizados una vez fueran levantadas las restricciones impuestas; dicha oficina se dedicó a diseñar y con la colaboración de diversos astilleros construir submarinos de diseño alemán para algunas armadas.
El origen de este submarino se basa en las necesidades de la marina alemana. Además de submarinos oceánicos, la Reichsmarine necesitaba un tipo costero más pequeño, totalmente nuevo que pudieran utilizarse también para entrenamiento. Los alemanes se pusieron en contacto con los astilleros finlandeses Crichton-Vulcan con vistas a construir el prototipo de un nuevo tipo; después de obtener permiso del gobierno finlandés, el astillero formalizó un contrato para la construcción de un submarino que designó CV 707 en 1931. Durante los veranos de 1933 y 1934, la marina alemana hizo pruebas y ejercicios en aguas finlandesas. Comandado por un oficial alemán, y tripulado por expertos submarinistas alemanes miembros de la U-boot-Abwehrschule de Kiel, pero, bajo la supervisión de un oficial ingeniero de submarinos finlandés. Las pruebas incluyeron entre otras cosas lanzamientos con los primeros torpedos con propulsión eléctrica Tipo G7e (construidos por la firma Julius Pintsch, cerca de Berlín; con un motor de 120 CV capaces de recorrer 4000 m a 30 nudos y una carga explosiva de 300 kg). Las pruebas terminaron oficialmente el 4 de agosto de 1934.
Los alemanes aceptaron el CV 707 como prototipo del futuro Tipo IIA. Durante 1935-36 el astillero Deutsche Werke AG de Kiel construyó seis unidades casi idénticas designados Tipo IIA (U 1-6) para la armada alemana, ahora llamada Kriegsmarine. El contrato entre IvS y Crichton Vulcan hacía posible comprar el CV 707 por la armada finlandesa; lamentablemente los fondos de la marina eran escasos y no fue hasta el verano de 1935 cuando pudo navegar en este submarino una tripulación finlandesa.
El 1 de abril de 1936, fue agregado a la Soumenlahden Sekellusvenelaivueen (SuvLv) (arma submarina finesa), que le cambió el nombre a Vesikko. Fue este, uno de los cinco submarinos que servían en aquellos momentos en la marina finlandesa. Los otros cuatro fueron los tres más grandes de la Clase Vetehinen , los Vetehinen, Vesihiisi e Iku-Turso (los nombres de estas unidades provenían de espíritus del agua de la epopeya nacional finlandesa Kalevala), 
y el pequeño Saukko (nutria en finés). La palabra "vesikko" es el nombre finlandés para el visón europeo.

## Historial de servicio
Como otros submarinos de la armada finlandesa, patrulló en el golfo de Finlandia durante la Guerra de Invierno (Talvisota en finés) contra la Flota del Báltico soviética. El 1 y el 19 de diciembre de 1939, el Vesikko junto al Vesihiisi intentó atacar al crucero Kírov y al acorazado Marat, los cuales habían sido dañados por las baterías costeras finlandesas. Más tarde fue enviado a las inmediaciones de las islas Koivisto, con el fin de defender las baterías costeras allí emplazadas de los ataques de buques soviéticos. Durante la Guerra de Continuación el Vesikko siguió realizando patrullas, pero hubo pocos objetivos de oportunidad debido a los extensos campos de minas colocados por las fuerzas finlandesas y alemanas en la mitad oriental del golfo de Finlandia, que esencialmente bloqueó los buques de la Unión Soviética en sus puertos. Sin embargo, el 3 de julio de 1941, el Vesikko partiendo de su base en la isla de Kirkonmaa consiguió hundir la motonave soviético de 3 183 Grt MS Vyborg  al este de la isla de Seurasaari con un torpedo. A partir de junio de 1942 patrulló la zona Helsinki-Tallin sin resultados hasta principios de diciembre que junto a los demás submarinos finlandeses permaneció en dique seco sometido a reparaciones y debido a la escasez de piezas de repuesto estuvo allí hasta principios del verano de 1943 y cuando estuvo listo se dedicó a maniobras de entrenamiento. 
A partir de junio de 1944 realizó patrullas en el sector de las islas Koivisto y en el de la bahía de Vyborg. El 4 de septiembre de 1944 entró en vigor el armisticio con la Unión Soviética y junto al resto de los submarinos se dirigió a Emäsalo , sin embargo, para evitar caer en manos alemanas, la flotilla se trasladó al área de Nauvo , permaneciendo en estado de combate. A partir del 19 de septiembre se fueron trasladando a los diques de Turku , donde llegó el último en octubre. Después de la guerra, fue decomisado y desarmado.
Debido a las cláusulas del Tratado de París de 1947, que prohibió a Finlandia poseer submarinos, fueron vendidos a una empresa belga para desguace en la década de 1950, excepto el Vesikko que permaneció varado durante ocho años. Más tarde fue acondicionado para ser vendido venta a cualquiera que estuviese dispuesto a comprarlo. Antiguos tripulantes del submarino lograron los fondos necesarios para rescatarlo y restaurarlo en 1959. Actualmente el submarino se encuentra en Susisaari, en la isla de Suomenlinna. Convertido en submarino-museo desde 1973 y parte del Museo Militar de Finlandia, el Vesikko, considerado el prototipo es el último submarino del Tipo II que existe en el mundo. 

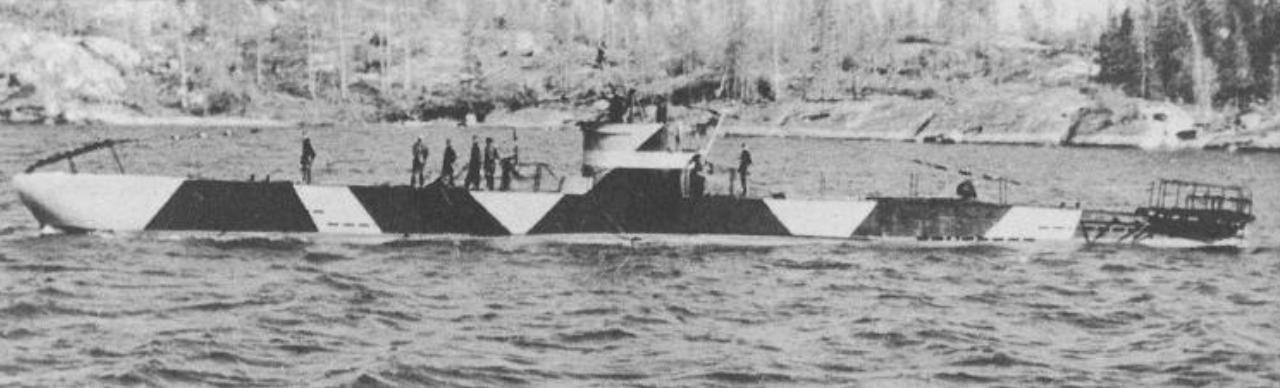
Submarino Vesikko